# Bloch MB.200
Блох MB.200 (фр. Bloch MB.200) — французский цельнометаллический средний бомбардировщик Второй мировой войны с неубирающимся шасси. Самолёт разработан в конструкторском бюро фирмы «Société des Avions Marcel Bloch» под руководством М. Блоха в соответствии с требованиями Министерства Авиации на пятиместный ночной бомбардировщик (BN.5). Конкурентом его был Farman F.220. Серийно производился на заводах фирм «Марсель Блох» в Курбевуа, построено 4 самолёта, «Анри Потэз» в Мельте — 111 самолётов, «Сосьете Анрио» в Бурже — 45 самолётов, «Авьёнз Луи Бреге» в Велизи — 19 самолётов, «Шантье де ла Луар» — 19 и SNCASO — 10 самолётов в Сен-Назере. Всего до окончания серийного производства в июле 1936 года во Франции было построено 208 экземпляров бомбардировщика. По лицензии фирмами «Аэро» и «Авиа» в Праге было построено ещё 64 самолёта. В Чехословакии серийное производство завершилось в апреле 1939 года.
На вооружение ВВС Франции самолёт поступил осенью 1934 года. В боевых действиях самолёты впервые были применены на стороне республиканцев во время Гражданской войны в Испании в районе Мадрида. В Битве за Францию MB.200 использовались только в качестве ночных и морских патрульных бомбардировщиков. Захваченные в течение войны самолёты использовались в Люфтваффе в качестве учебных, часть самолётов чехословацкого производства были переданы союзникам Германии — Болгарии, Румынии и Хорватии. Во Франции MB.200 снят с вооружения в августе 1940 года, в Германии самолёты служили до апреля 1941 года. В Болгарских ВВС чехословацкие лицензионные варианты Avia MB.200 эксплуатировали до 1943 года.

## Модификации
MB.200.01
прототип, 1 шт;
MB.200B.4
основная серийная модификация, двигатели Gnome-Rhône 14Kirs;
MB.201
двигатели Hispano-Suiza 12Ybrs
MB.202
4 двигателя Gnome-Rhône 7Kdrs
MB.203
дизельные двигатели Clerget 14F
Aero MB-200
Лицензионный выпуск в Чехословакии.

## Тактико-технические характеристики
Приведённые ниже характеристики соответствуют модификации MB.200B.4:
Источник данных: "Уголок неба"

Технические характеристики
- Экипаж: 4 человека
- Длина: 16,0 м
- Размах крыла: 22,45 м
- Высота: 3,9 м
- Площадь крыла: 67,0 м²
- Масса пустого: 4 463 кг
- Нормальная взлётная масса: 7 280 кг
- Силовая установка: 2 × воздушных Gnome et Rhône 14Kirs
- Мощность двигателей: 2 × 870 л.с. (2 × 650 кВт)

Лётные характеристики
- Максимальная скорость: 285 км/ч на высоте 4 300 м
- Крейсерская скорость: 197 км/ч
- Практическая дальность: 1 000 км
- Практический потолок: 8 000 м
- Скороподъёмность: 4,3 м/с
- Нагрузка на крыло: 108,7 кг/м² (расч.)
- Тяговооружённость: 178,6 Вт/кг (расч.)

Вооружение
- Стрелково-пушечное: 3 × 7,5 мм пулемёта MAC 1934 (в носовой, верхне- и  нижнефюзеляжной точках)
- Боевая нагрузка: до 1200 кг бомб

## На вооружении

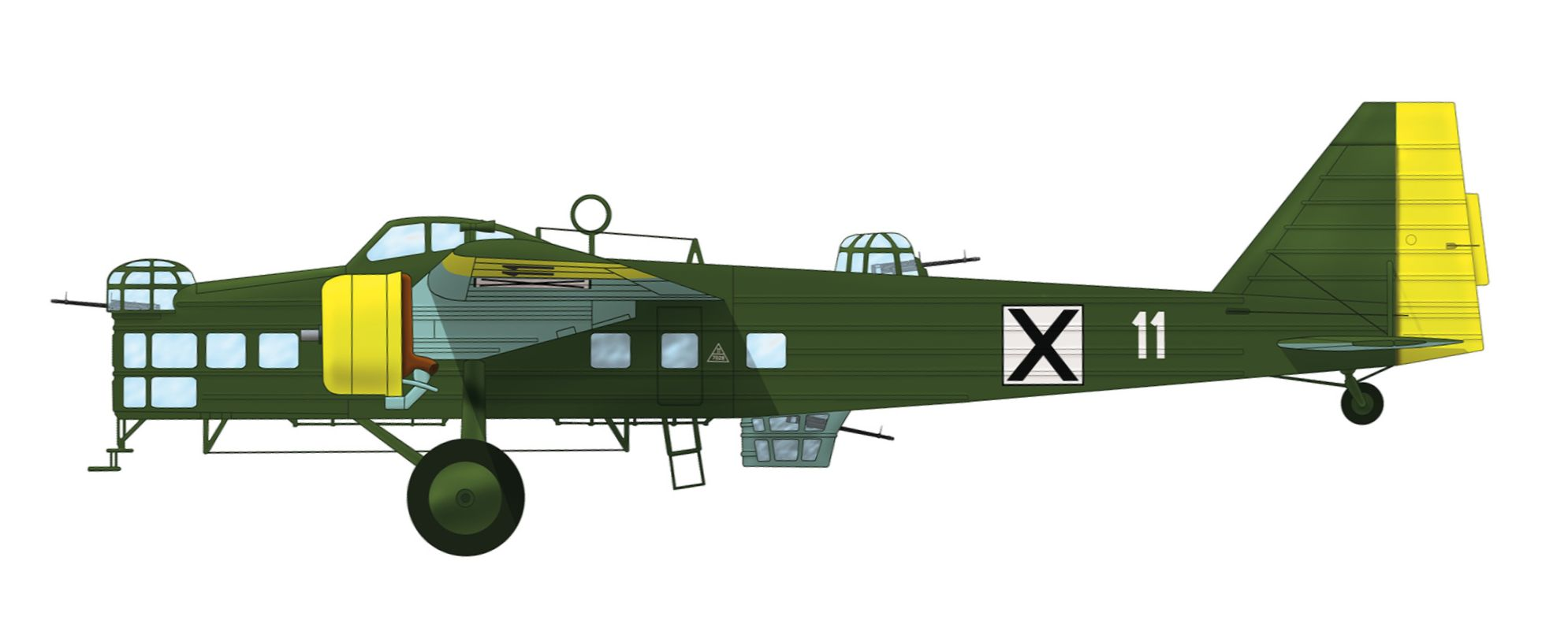
Aero MB.200, Военно-воздушные силы Болгарии, 1941

Франция
- ВВС Франции: принят на вооружение в 1934 году

Вишистская Франция
- Авиация Виши (Armée de l’air de l’Armistice)

 Республиканская Испания
- Испанская республиканская авиация: 2 бомбардировщика закуплены для ВВС республики на средства французских рабочих; позже из Франции было получено около 30 самолётов, минимум 1 имелся на 1938 год, но на конец войны уже ни одного не осталось[3].

 Чехословакия
- ВВС Чехословакии: принят на вооружение в апреле 1937 года, (6-й авиаполк, эскадрильи №№ 81-84 в Брно, №№ 85-86 в Праге. Самолёт с с/н 52 переоборудован для аэрофотосъёмок). После оккупации Чехословакии немецкими войсками в марте 1939 года вооружённые силы Чехословакии прекратили своё существование, а авиатехника поступила в распоряжение Третьего Рейха.

 Нацистская Германия
- Люфтваффе: бывшие чехословацкие

 Словацкая республика (1939—1945)
- ВВС Словакии: 1 шт.[4].

 Болгария
- Царские ВВС Болгарии: в 1939 году 12 бывших чехословацких Avia MB.200 были переданы Германией для военно-воздушных сил Болгарии[5][6]

## Самолёт в массовой культуре

### В сувенирной и игровой индустрии
Известны модели MB-200 и его модификаций, в т.ч. иностранных: Smer, Kovozavody Prostejov, а также kitbazar.cz.